# اهاتلی، کاش
اهاتلی، کاش (به لاتین: Ahatlı, Kaş) یک  Köy  در ترکیه است که در استان آنتالیا واقع شده‌است.